# Dojcija
Dojcija (deucija, lat. Deutzia), biljni rod iz porodice hortenzijevki raširen u Aziji, od Himalaja do Pacifika, te u Meksiku
. Poznatije vrste su nježna ili niska (D. gracilis) i obična dojcija (D. Scabra).
Rod je dobio ime po nizozemskom prirodoslovcu Johnu Deutzu.

## Vrste
1. Deutzia albida Batalin
2. Deutzia aspera Rehder
3. Deutzia baroniana Diels
4. Deutzia bhutanensis Zaik.
5. Deutzia bomiensis S.M.Hwang
6. Deutzia breviloba S.M.Hwang
7. Deutzia bungoensis Hatus.
8. Deutzia calycosa Rehder
9. Deutzia cinerascens Rehder
10. Deutzia compacta Craib
11. Deutzia coriacea Rehder
12. Deutzia corymbosa R.Br. ex G.Don
13. Deutzia crassidentata S.M.Hwang
14. Deutzia crassifolia Rehder
15. Deutzia crenata Siebold & Zucc.
16. Deutzia cymuligera S.M.Hwang
17. Deutzia discolor Hemsl.
18. Deutzia esquirolii (H.Lév.) Rehder
19. Deutzia faberi Rehder
20. Deutzia floribunda Nakai
21. Deutzia glabrata Kom.
22. Deutzia glauca W.C.Cheng
23. Deutzia glaucophylla S.M.Hwang
24. Deutzia glomeruliflora Franch.
25. Deutzia gracilis Siebold & Zucc.
26. Deutzia grandiflora Bunge
27. Deutzia hatusimae H.Ohba, L.M.Niu & Minamit.
28. Deutzia henryi Rehder
29. Deutzia heterophylla S.M.Hwang
30. Deutzia hookeriana (C.K.Schneid.) Airy Shaw
31. Deutzia hypoglauca Rehder
32. Deutzia longifolia Franch.
33. Deutzia macrantha Hook.f. & Thomson
34. Deutzia maximowicziana Makino
35. Deutzia mexicana Hemsl.
36. Deutzia mollis Duthie
37. Deutzia monbeigii W.W.Sm.
38. Deutzia muliensis S.M.Hwang
39. Deutzia multiradiata W.T.Wang
40. Deutzia nanchuanensis W.T.Wang
41. Deutzia naseana Nakai
42. Deutzia ningpoensis Rehder
43. Deutzia oaxacana Zaik.
44. Deutzia obtusilobata S.M.Hwang
45. Deutzia occidentalis Standl.
46. Deutzia ogatae Koidz.
47. Deutzia paniculata Nakai
48. Deutzia parviflora Bunge
49. Deutzia pilosa Rehder
50. Deutzia pringlei C.K.Schneid.
51. Deutzia pulchra S.Vidal
52. Deutzia purpurascens (Franch. ex L.Henry) Rehder
53. Deutzia rehderiana C.K.Schneid.
54. Deutzia rubens Rehder
55. Deutzia scabra Thunb.
56. Deutzia schneideriana Rehder
57. Deutzia setchuenensis Franch.
58. Deutzia setifera Zaik.
59. Deutzia silvestrii Pamp.
60. Deutzia squamosa S.M.Hwang
61. Deutzia staminea R.Br. ex Wall.
62. Deutzia subulata Hand.-Mazz.
63. Deutzia taibaiensis W.T.Wang ex S.M.Hwang
64. Deutzia taiwanensis (Maxim.) C.K.Schneid.
65. Deutzia uniflora Shirai
66. Deutzia wardiana Zaik.
67. Deutzia × wilsonii Duthie
68. Deutzia yaeyamensis Ohwi
69. Deutzia yunnanensis S.M.Hwang
70. Deutzia zentaroana Nakai
71. Deutzia zhongdianensis S.M.Hwang

## Galerija
- Deutzia hookeriana
- Deutzia mollis

## Vanjske poveznice
|  | Zajednički poslužitelj ima još gradiva o temi Deutzia |
|  | Wikivrste imaju podatke o taksonu Deutzia             |